# Context van ontdekking
De context van ontdekking (context of discovery) is de feitelijke gang van zaken tijdens wetenschappelijk onderzoek, het feitelijke proces van wetenschappelijke kennisverwerving. In het logisch empirisme wordt hiermee onderscheid gemaakt met de context van rechtvaardiging, de theoretische inpassing of argumentatie van een hypothese of theorie achteraf.
Terwijl aan de methodes waarmee kennis wordt verworven geen wetenschapsfilosofische normen kunnen worden opgelegd, geldt dit wel voor het resultaat, een hypothese of theorie moet toetsbaar zijn. Met een demarcatiecriterium moet wetenschappelijke kennis onderscheiden worden van pseudowetenschappelijke kennis.
Het onderscheid tussen beide contexten is problematisch geworden doordat wat Kuhn incommensurabiliteit noemde. Bij het verwerven van nieuwe inzichten kan ook de standaard van wat goed wetenschappelijk onderzoek is zich wijzigen. Omdat elk paradigma een eigen conceptueel kader heeft, is het niet mogelijk om een demarcatiecriterium te vinden op basis waarvan een theorie verworpen of juist aanvaard moet worden. Niet alleen het proces, maar ook het resultaat daarvan zou dus niet te normeren zijn.